# Система адміністративного управління
′′′Система адміністративного управління′′′ – здійснення процесу адміністрування всього комплексу робіт, який направлений на формування і здійснення управлінської дії, що забезпечує необхідний рівень ефективності діяльності підприємства.

### Підсистеми адміністративного управління
Система адміністративного управління дозволяє вирішити два основні завдання управління, спрямовані на зростання продуктивності: перше - завдання раціональної організації праці, друге - завдання мотивації кожного працівника до продуктивної і якісної праці.
Виходячи з двох основних завдань управління цілісна система адміністративного управління складається з двох підсистем:
- організаційна система управління
- система адміністративного управління персоналом

### Сутність системи адміністративного управління
Організаційна система управління відповідає на питання: хто, що, як і коли повинен робити в організації для ефективного виконання її цілей і завдань. Дана система включає в себе ретельно опрацьовану структуру управління, положення про підрозділи та посадові інструкції, налагоджений документообіг, систему бюджетування і планування.
Система адміністративного управління персоналом відповідає на питання: як потрібно працювати, як працівникам будувати відносини з керівниками і колегами, як оплачується і стимулюється праця, як керівникам правильно управляти підлеглими.
Дана система базується на основі ефективної системи оплати праці, в рамках якої вирішена проблема мотивації персоналу до продуктивної і якісної праці. Система підвищує дисципліну і старанність всього персоналу. Вона наділяє дієвими важелями управління керівників усіх рівнів, реалізуючи на практиці принцип неухильного виконання кожним працівників організації розпоряджень безпосереднього керівника і наказів генерального директора.
Менеджер та адміністратор є термінами, які дуже часто замінюються один одним. Існує очевидна відмінність між менеджерами та адміністраторами, однак для широкого загалу людей, ці два терміни є взаємозамінними. В багатьох компаніях особливо малих особа, яка є адміністратором, найчастіше, є тією ж хто виконує обов’язки менеджера. Однак у великих організаціях це є дві різні посади, що передбачають різні права та обов’язки.
Адміністрування передбачає насамперед забезпечення стабільної діяльності організації шляхом підтримання дисципліни та порядку. Водночас менеджмент або управління, які є словами синонімами, направлені на здобуття, насамперед, позитивних фінансових результатів та підвищення ефективності діяльності підприємства. Саме тому працівників органів влади та публічних інституцій називають адміністраторами. Адміністративний менеджмент є функціональним підвидом управління, так само як і фінансовий менеджмент, ризик-менеджмент, управління персоналом тощо, який увібрав у себе певні специфічні риси управлінської діяльності, відмінні від інших видів управління.
Адміністратор на підприємстві встановлює правила гри, стандарти, норми, формує політику, тобто фактично є законодавчою владою підприємства та організації, а менеджер здійснює виконавчі функції в управлінні. Тому адміністратор приймає стратегічні управлінські рішення в організації, коли менеджер приймає рішення в межах рішень та норм встановлених адміністраторами.
Більшість науковців сходяться на тому, що адміністратор виконує функції планування, організування, а менеджер – мотивування та контролювання, регулювання. Інші переконують, що у діяльності адміністратора домінують функції – організування та мотивування, а інші три у діяльності менеджера (планування, контролювання та регулювання). Відповідно адміністратор повинен володіти вміннями та знаннями адміністратора, рідше аніж технічними, натомість, менеджер особливо нижчих рівнів управління повинен володіти насамперед вміннями комунікування та технічними знаннями та навичками.
Адміністративний орган виступає як системоутворюючий елемент організаційної структури управління, який зв’язаний з формуванням і реалізацією управлінського впливу, причому як у цілому, в єдності їх складових проявів, так і в окремих проявах: цілевизначення, організація та регулювання.